# Будіковани
Будіковани (словац. Budikovany, угор. Bugyikfala) — село, громада в окрузі Рімавська Собота, Банськобистрицький край, Словаччина. Кадастрова площа громади — 3,33 км². Населення — 61 особа (за оцінкою на 31 грудня 2017 р.).
Перша згадка 1301 року, але поселення існувало ще до Монголо-татарського нашестя. Історичні назви: Budikfaula (1427), Bodikfalwa (1460), Bugyikowany (1773), Budikowany (1808); угор. Bugyikfalu.

## Географія
Знаходиться на північному березі водосховища Тепли Врх.

## Населення
| Рік:            | 1994. | 2004.    | 2014. | 2024.    |
| --------------- | ----- | -------- | ----- | -------- |
| Кількість осіб: | 69    | 59       | 59    | 66       |
| Різниця:        |       | -14,49 % | +0 %  | +11,86 % |

| Рік:            | 2023. | 2024.   |
| --------------- | ----- | ------- |
| Кількість осіб: | 65    | 66      |
| Різниця:        |       | +1,53 % |